# 雅各布·霍卢沙
雅各布·霍卢沙（捷克語：Jakub Holuša，1988年2月20日—），捷克男子田径运动员，2012年世界室内田径锦标赛男子800米银牌得主、2015年欧洲室内田径锦标赛男子1500米金牌得主、2016年世界室内田径锦标赛男子1500米银牌得主。